# Galleria d'Arte Pietro Bazzanti e Figlio
La “bottega” di Pietro Bazzanti e Figlio è un luogo storico di Firenze. Partecipò nel ruolo di “Negozianti di Belle Arti” all'Esposizione Nazionale del 1861 a Firenze con varie sculture in marmo e varie altre opere, che valsero allo studio Bazzanti una medaglia per la classe di scultura.

## La Galleria d'Arte a Firenze
La Galleria era specializzata in marmi, alabastri e mosaici per soddisfare la clientela costituita principalmente da stranieri desiderosi di procurarsi perfette repliche dei capolavori ammirati nel corso del loro viaggio.
La Galleria sul Lungarno Corsini era un luogo molto rinomato e le sue opere erano seguite con attenzione da coloro i quali si interessavano di arte. 

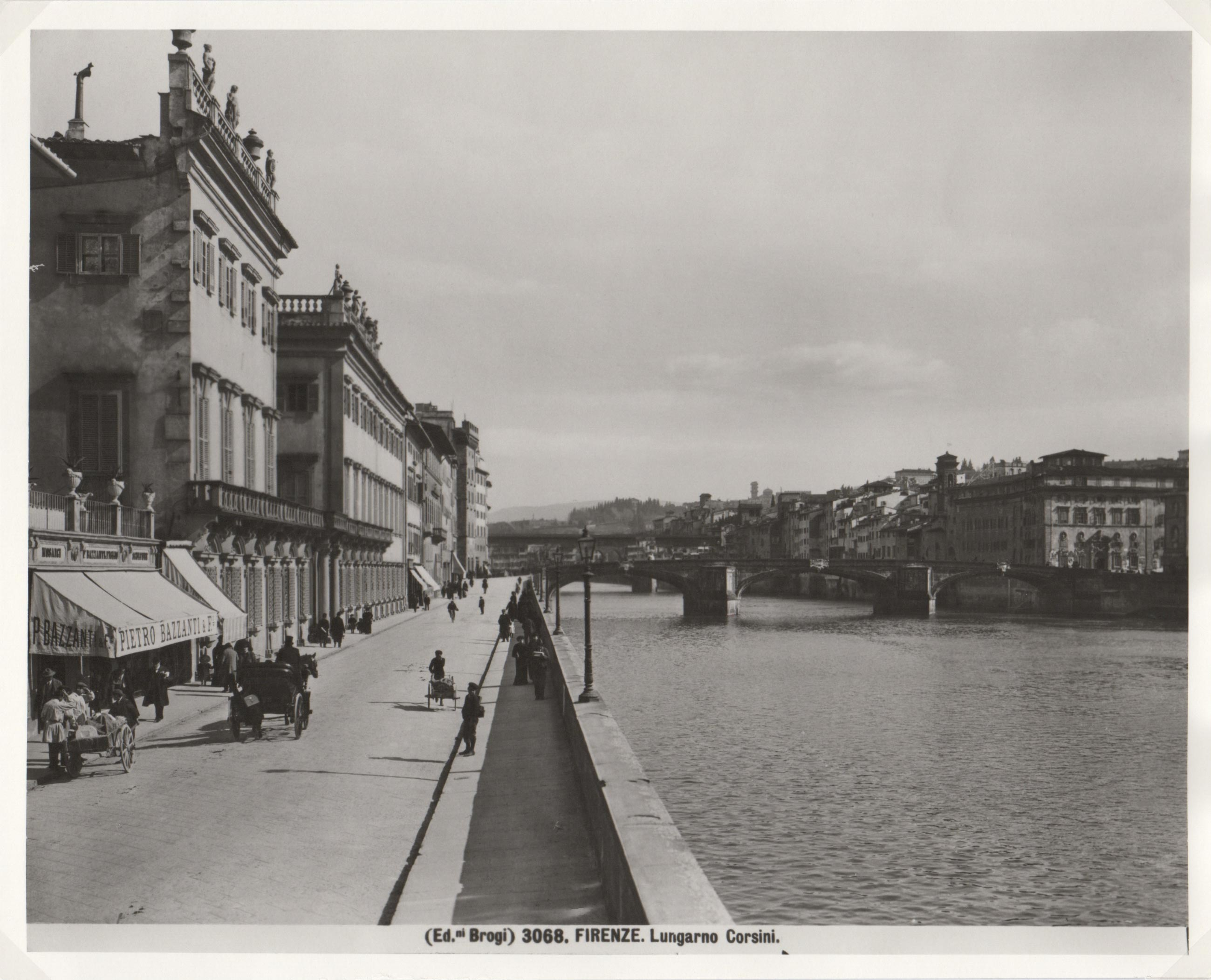
Vista del Lungarno Corsini a Firenze con la Galleria d'Arte Pietro Bazzanti e Figlio. Firenze 1890

Nel 1822 Pietro Bazzanti rilevò lo studio aperto nel 1815 da Luigi Bozzolini, ultimo discendente di una famiglia di scultori-ornatisti che avevano lavorato per i principi Corsini fin dal ‘600, ampliandone i locali. Le prime testimonianze sono fornite dalle maggiori guide ottocentesche della città, le quali confermano che fin dall’inizio l’attività era allocata nella sede attuale di Palazzo Corsini con ampio show-room che si apriva sul Lungarno e lo studio di scultura sul retro con accesso da via del Parione.

## Pietro Bazzanti e Figlio
Pietro Bazzanti nato nel 1775 viveva in via della Carraia, l’attuale tratto di Borgo San Frediano da via dei Serragli a Piazza San Frediano.

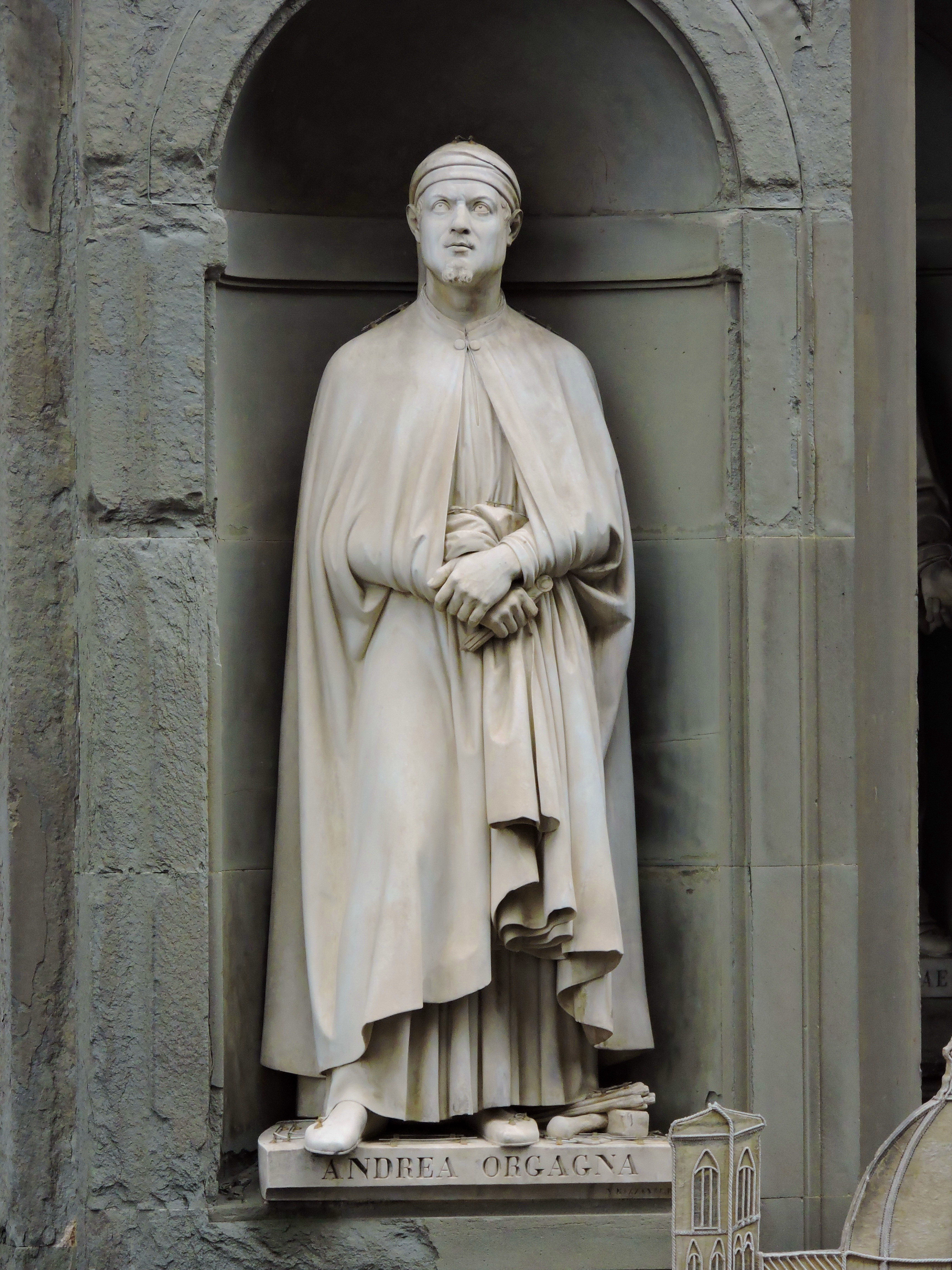
Statua di Andrea Orcagna, Loggiato degli Uffizi, Firenze, scolpita da Niccolò Bazzanti

Successivamente si trasferì in un appartamento sopra la bottega in via del Parione al numero 13.
Si era formato nello studio di scultura dei Bozzolini che rilevò, continuando la produzione di repliche di alta qualità artistica della statuaria antica: nel censimento della popolazione fiorentina del 1841 si dichiara “fa statue di scultura”.
Anche il figlio Niccolò Bazzanti, fu valente scultore: nato nel 1802 e morto nel 1869. Nel 1822 vinse un premio per due bozzetti all’Accademia di Belle Arti, in cui nel 1824 si diplomò cominciando la sua attività autonoma continuando anche a collaborare col padre Pietro. Nel 1840 fu nominato dall’Accademia “Accademico Professore di Scultura nella Prima Classe delle Arti e del Disegno”.
Nel 1834 scolpisce la decorazione plastica del palazzo che l’editore Vincenzo Batelli si era fatto costruire nel 1831-1832 in via Sant’Egidio al numero 12. Il progetto prevedeva la decorazione della facciata con le statue delle quattro stagioni eseguite dal Bazzanti, tutte sparite durante l’ultima guerra.
Niccolò fu anche incaricato nel 1834 di scolpire, insieme ad altri artisti, la serie delle 28 statue degli “Uomini Illustri Toscani” per il Loggiato degli Uffizi.
La sottoscrizione pubblica fatta per finanziare l’operazione non ebbe successo, per cui Niccolò Bazzanti fece solo la statua dell’Orcagna. Di Niccolò sono celebri anche le bellissime repliche in marmo della venere dei Medici e dell’Apollino per l’arredamento del palazzo Revoltella a Trieste.
Negli anni ’70 dell'800 Niccolò cedette la galleria al suo impiegato Thompson. Alla metà degli anni ’30 del ‘900 il Thompson cedette a sua volta la galleria al suo impiegato Biagioli.
Nel 1960 venne acquistata dalla famiglia Marinelli, che rimise in piedi lo studio di scultura e affiancò i marmi con i celebri bronzi prodotti dalla propria Fonderia Artistica. Per la storica bottega significò un nuovo corso segnato da una gestione manageriale in grado di controllare con maggior rigore la qualità artistica delle opere e di organizzare un’assistenza più capillare nell’esportazione. Inoltre,  ai modelli ottocenteschi ereditati dai vecchi proprietari si aggiunsero quelli della grande gipsoteca della Fonderia.